# Erasmus Bielfeldt
Erasmus Bielfeldt (* 1682 wahrscheinlich in Stade; † 19. Oktober 1753 in Hoya) war ein deutscher Orgelbauer des 18. Jahrhunderts.

## Leben
Bielfeldt wurde wahrscheinlich in Stade geboren. Möglicherweise ist er ein Schüler von Arp Schnitger gewesen, was bisher aber nicht belegt ist. Seine Dispositionen ähneln denen von Schnitger, weisen aber kein Rückpositiv auf.
Nachgewiesen ist, dass er 1707–1715 bei Matthias Dropa in Lüneburg arbeitete, wo er am 14. Juni 1707 Anna Eliesabeth Rohde(n) heiratete, mit der er drei Töchter und drei Söhne bekam. Der 1712 in Lüneburg getaufte Johann Matthias Bielfeldt wirkte später auch als Orgelbauer. 
Nach Lüneburg arbeitete Erasmus Bielfeldt in Celle und Bremen. In dieser Zeit baute er neue Orgeln für Kirchen in Müden (1720), Ahlden (1722/1723) und Bremen-Horn (1728/1729). Um 1730 kehrte er nach Stade zurück und wurde dort sesshaft. Ab 1736/1736 befand sich sein Wohnsitz wieder in Bremen, wo er häufig Orgeln reparierte und unter anderem einen Neubau für St. Remberti (1738) schuf.
Bielfeldt wirkte hauptsächlich in der Orgellandschaft zwischen Elbe und Weser. Sein bekanntestes Werk dürfte die Orgel von St. Wilhadi in Stade sein, die er 1736 fertiggestellt hat. Insgesamt hat er mindestens acht Orgeln gebaut, so auch die Orgel für die St.-Willehadi-Kirche zu Osterholz-Scharmbeck (1734).
Er starb 1753 in der Stadt Hoya, deren Sterberegister ihn als 70-jährig vermerkt.

## Werke
| Jahr         | Ort               | Kirche              | Bild | Manuale | Register | Anmerkungen |
| ------------ | ----------------- | ------------------- | ---- | ------- | -------- | --- |
| 1720         | Müden             | St. Petri           |      |         |          | Neubau von Bielfeldt (?) |
| 1722/1723    | Ahlden            | St. Johannis        |      |         |          | Neubau |
| 1728/1729    | Bremen-Horn       | Heilig Kreuz        |      |         |          | Neubau |
| 1730–1731    | Oldendorf         | St.-Martinskirche   |      | II/P    | 13       | 1981 Neubau von Rudolf Janke hinter erhaltenem Prospekt                                                                                    |
| 1728–1733    | Bremervörde       | St.-Liborius-Kirche |      | II/P    | 25       | Prospekt in umgebauter Form erhalten; der Entwurf zeigt den Zustand von 1728; Pfeifenwerk von Gebr. Hillebrand (1962–1963); heute III/P/32 |
| 1731–1735    | Stade             | St. Wilhadi         |      | III/P   | 40       | Neubau von Bielfeldt; weitgehend erhalten                                                                                                  |
| 1731–1734/45 | Scharmbeck        | St. Willehadi       |      | II/P    | 23       | Neubau von Bielfeldt; weitgehend erhalten → Orgel von St. Willehadi (Osterholz-Scharmbeck)                                                 |
| 1736         | Bremen-Blumenthal | Reformierte Kirche  |      |         |          | Neubau |
| 1738         | Bremen            | St. Remberti        |      |         |          | Neubau |
| 1752/1753    | Hoya              | St. Martin          |      |         |          | Erweiterung durch ein Rückpositiv |

1728 bis 1748 führte er Reparaturen an verschiedenen Orgeln in Bremen durch.

## Gedenken
Nach ihm wurde der Bielfeldtweg in Stader Stadtteil Hahle benannt.